# Rohinton Mistry
Rohinton Mistry (ur. 3 lipca 1952 roku w Bombaju) – kanadyjski powieściopisarz pochodzenia indyjskiego, trzykrotny finalista Nagrody Bookera, laureat Międzynarodowej Nagrody Neustadt w dziedzinie literatury (2012). Wyznawca zoroastryzmu perskiego.
Do Kanady wyemigrował w 1975 roku. Początkowo pracował w banku (ma wykształcenie matematyczno-ekonomiczne), potem zaczął publikować opowiadania w czasopismach.
Jego książki opowiadają o życiu w Indiach, a losy ich bohaterów są często splecione z ważnymi wydarzeniami z historii kraju (uzyskanie niepodległości, wojna z Pakistanem, stan wyjątkowy, zabójstwo Indiry Gandhi).
W 1998 roku powstała ekranizacja debiutanckiej powieści Mistry’ego, Such a Long Journey, w reżyserii Sturli Gunnarssona.
Rohinton Mistry jest bratem innego indyjskiego pisarza, Cyrusa Mistry’ego.

## Dzieła
- Tales from Firozsha Baag (zbiór opowiadań), 1987.
- Such a Long Journey (powieść) 1991.
- Sprawy rodzinne (powieść, tyt. oryg. Family Matters, 2002), przeł. Monika Nowakowska, Wydawnictwo Akademickie Dialog, Warszawa 2006.
- Delikatna równowaga (powieść, tyt. oryg. A Fine Balance, 1995), przeł. Krzysztof Umiński, Wydawnictwo Drzewo Babel, Warszawa 2014.
- The Scream, 2008

## Nagrody i wyróżnienia
- 1991 finał Nagrody Bookera za Such a Long Journey[6];
- 1991 Governor's General Award (Kanada) za Such a Long Journey;
- 1991 Commonwealth Writer's Prize za Such a Long Journey;
- 1995 Giller Prize (Kanada) za Delikatną równowagę;
- 1996 finał Nagrody Bookera za Delikatną równowagę[7];
- 1996 Los Angeles Times Book Prize for Fiction za Delikatną równowagę;
- 2002 finał Nagrody Bookera za Sprawy rodzinne[8];
- 2012 Międzynarodowa Nagroda Neustadt w dziedzinie literatury[9]